# Бжозова (Підляське воєводство)
Бжозова (пол. Brzozowa) — село в Польщі, у гміні Ясвіли Монецького повіту Підляського воєводства.
Населення — 560 осіб (2011).
У 1975—1998 роках село належало до Білостоцького воєводства.

## Демографія
Демографічна структура станом на 31 березня 2011 року:
|          | Загалом | Допрацездатний вік | Працездатний вік | Постпрацездатний вік |
| -------- | ------- | ------------------ | ---------------- | -------------------- |
| Чоловіки | 289     | 60                 | 187              | 42                   |
| Жінки    | 271     | 43                 | 141              | 87                   |
| Разом    | 560     | 103                | 328              | 129                  |